# Aureoboletus
Aureoboletus is een geslacht van schimmels behorend tot de familie Boletaceae. Het komt wereldwijd voor.

## Soorten
Het geslacht bestaat volgens de Index Fungorum uit 45 soorten (peildatum augustus 2023):
| Soortnaam                     | Auteur(s)                                                                    | Publicatiejaar |
| ----------------------------- | ---------------------------------------------------------------------------- | -------------- |
| Aureoboletus abruptibulbus    | (Roody, Both & B. Ortiz) G. Wu & Zhu L. Yang                                 | 2016           |
| Aureoboletus auriflammeus     | (Berk. & M.A. Curtis) G. Wu & Zhu L. Yang                                    | 2016           |
| Aureoboletus auriporus        | (Peck) Pouzar                                                                | 1957           |
| Aureoboletus betula           | (Schwein.) M. Kuo & B. Ortiz                                                 | 2020           |
| Aureoboletus catenarius       | G. Wu & Zhu L. Yang                                                          | 2016           |
| Aureoboletus citriniporus     | (Halling) Klofac                                                             | 2010           |
| Aureoboletus clavatus         | N.K. Zeng & Ming Zhang                                                       | 2015           |
| Aureoboletus duplicatoporus   | (M. Zang) G. Wu & Zhu L. Yang                                                | 2016           |
| Aureoboletus erythraeus       | N.K. Zeng, Yi Wang & Zhi Q. Liang                                            | 2020           |
| Aureoboletus flavimarginatus  | (Murrill) Klofac                                                             | 2010           |
| Aureoboletus flaviporus       | (Earle) Klofac                                                               | 2010           |
| Aureoboletus formosus         | Ming Zhang & T.H. Li                                                         | 2015           |
| Aureoboletus garciae          | Ayala-Vásquez & Aguirre-Acosta                                               | 2020           |
| Aureoboletus gentilis         | (Quél.) Pouzar                                                               | 1957           |
| Aureoboletus glutinosus       | Ming Zhang & T.H. Li                                                         | 2019           |
| Aureoboletus griseorufescens  | Ming Zhang & T.H. Li                                                         | 2019           |
| Aureoboletus innixus          | (Frost) Halling, A.R. Bessette & Bessette                                    | 2015           |
| Aureoboletus liquidus         | Har. Takah. & Taneyama                                                       | 2016           |
| Aureoboletus longicollis      | (Ces.) N.K. Zeng & Ming Zhang                                                | 2015           |
| Aureoboletus marroninus       | T.H. Li & Ming Zhang                                                         | 2015           |
| Aureoboletus mirabilis        | (Murrill) Halling                                                            | 2015           |
| Aureoboletus moravicus        | (Vacek) Klofac                                                               | 2010           |
| Aureoboletus nephrosporus     | G. Wu & Zhu L. Yang                                                          | 2016           |
| Aureoboletus projectellus     | (Murrill) Halling                                                            | 2015           |
| Aureoboletus pseudoauriporus  | J.A. Bolin, A.R. Bessette, A.E. Bessette, L.V. Kudzma, A. Farid & J.L. Frank | 2021           |
| Aureoboletus quercus-spinosae | Ming Zhang & T.H. Li                                                         | 2017           |
| Aureoboletus raphanaceus      | Ming Zhang & T.H. Li                                                         | 2019           |
| Aureoboletus roxanae          | (Frost) Klofac                                                               | 2010           |
| Aureoboletus rubellus         | J.Y. Fang, G. Wu & K. Zhao                                                   | 2019           |
| Aureoboletus russellii        | (Frost) G. Wu & Zhu L. Yang                                                  | 2016           |
| Aureoboletus shichianus       | (Teng & L. Ling) G. Wu & Zhu L. Yang                                         | 2016           |
| Aureoboletus singeri          | (Gonz.-Velázq. & R. Valenz.) Har. Takah. & Taneyama                          | 2016           |
| Aureoboletus sinobadius       | Ming Zhang & T.H. Li                                                         | 2018           |
| Aureoboletus solus            | Ming Zhang & T.H. Li                                                         | 2019           |
| Aureoboletus subacidus        | (Murrill ex Singer) Pouzar                                                   | 1957           |
| Aureoboletus tenuis           | T.H. Li & Ming Zhang                                                         | 2014           |
| Aureoboletus thibetanus       | (Pat.) Hongo & Nagas.                                                        | 1980           |
| Aureoboletus tomentosus       | G. Wu & Zhu L. Yang                                                          | 2016           |
| Aureoboletus velutipes        | Ming Zhang & T.H. Li                                                         | 2019           |
| Aureoboletus venustus         | Fang Li, Kuan Zhao & Qing Li Deng                                            | 2016           |
| Aureoboletus viridiflavus     | Coker & Beers ex Klofac                                                      | 2010           |
| Aureoboletus viscidipes       | (Hongo) G. Wu & Zhu L. Yang                                                  | 2016           |
| Aureoboletus viscosus         | (C.S. Bi & Loh) G. Wu & Zhu L. Yang                                          | 2016           |
| Aureoboletus yunnanensis      | G. Wu & Zhu L. Yang                                                          | 2016           |
| Aureoboletus zangii           | X.F. Shi & P.G. Liu                                                          | 2013           |